# Yo no soy esa mujer
«Yo no soy esa mujer» es una canción interpretada por la cantante mexicana Paulina Rubio, incluida en su quinto álbum de estudio, Paulina (2000). Las compañías Universal Latino y Muxxic Records la publicaron el 12 de abril de 2001 como el cuarto sencillo del disco, y posteriormente se publicó la versión en inglés en su sexto álbum de estudio, Border Girl (2002), titulada como: «Not That Kind Of Girl».
Compuesta por Christian De Walden, Ralf Stemmann, Mike Shepstone y Carlos Toro Montoro, y producida por Marcello Azevedo, «Yo no soy esa mujer» es un tema de género pop con vibraciones pop rock que sobresale por instrumentación de guitarras, batería y teclados. La letra aborda la libertad femenina, en la que se alude a temas como el matrimonio y el patriarcado. 
A grandes rasgos, la canción ha recibido la aclamación de la crítica musical. Sociólogos y catedráticos han analizado su repercusión en la cultura hispanoamericana, considerándola como uno de los himnos feministas en español más representativos del siglo XXI. Comercialmente, gozó de gran éxito, alcanzando la posición número siete de la lista Hot Latin Songs de Billboard.
El videoclip de la canción fue dirigido por Gustavo Garzón. En él, la cantante adopta una imagen retro inspirada en las actrices de Hollywood de los años 60 y 70, realizando algunas evocaciones a películas como Misión Imposible, Austin Powers y Los ángeles de Charlie. Recibió una nominación en la categoría de Mejor Video Musical en la tercera entrega de los Premios Grammy Latinos.

## Composición
«Yo no soy esa mujer» incorpora un sonido de guitarra y bajo prominente, según el personal de Billboard: «La pista comienza con un bucle de guitarra relajado que sirve como lienzo para la voz ronca de Rubio». Líricamente, la canción critica el sexismo con la cobertura del tabú social y otras regulaciones que se solían tener sobre el matrimonio. Ella aborda el doble rasero de género a través de líneas como: «Nunca fue un contrato ni una imposición» / «Yo no soy esa mujer, esa niña perdida, la que firma un papel y te entrega su vida», evocando el vínculo conyugal. Las publicaciones interpretaron esta parte como la respuesta de Rubio a «la falsa idea del amor» que dicta que las mujeres deben quedarse en casa y ser obedientes; también coincidieron en que Rubio prefiere tener el corazón roto y no ser «la que firma un papel y te da la vida».
La canción reflejaba la percepción social del feminismo, especialmente a través de la letra: «No me convertiré, en el eco de tu voz» / «En un rincón, yo no soy esa mujer».

## Video musical
«Una mujer en busca de ¡LIBERTAD!» es el eslogan del video musical de «Yo no soy esa mujer», que fue dirigido por Gustavo Garzón. En el clip, Paulina Rubio viaja en moto mientras canta, en el camino recoge una chica y se encuentra con quien aparentemente es su exnovio, el cual trata de llevársela pero ella se resiste. También hay secuencias de la cantante bailando en una reunión con amigos en un loft estilo de años 1950; como una peligrosa espía; y surfeando en una playa. El mensaje es una clara referencia sobre la mujer moderna y sus posibilidades para desarrollar cualquier profesión o actividad sin limitaciones del patriarcado.

## Repercusión en la cultura
Si bien «Yo No Soy Esa Mujer» ha sido elogiada por los críticos musicales, también ha sido objeto de análisis de diversos sociólogos, periodistas y catedráticos, ya que consideran que la canción marcó un parteaguas en la cultura feminista en Hispanoamérica. En una columna publicada por el diario mexicano AM dedicado al romanticismo del machismo y el patriarcado en la industria del entretenimiento, la profesora Lourdes Casares de Félix escribió: «Qué bueno que Paulina Rubio nos trajo un modelo de mujer que toma decisiones y no se deja controlar»,mientras que Laura Reyes del staff de la revista Caras México aseguró: «Este tema desafía los estereotipos de género con una letra que promueve la independencia femenina».
Asimismo, la canción fue analizada por miembros de la Universidad Rey Juan Carlos, en un estudio sobre música y violencia de género en España, eligiéndola como uno de los ejemplos «de temas en los cuales se transmite una identidad femenina diferente [a la del patriarcado], alejada de la subordinación y los clásicos estereotipos asignados a las mujeres»

## Formatos
| CD de 3", casete / CD de 3" |                       |          |  |
| N.º                         | Título                | Duración |  |
| 1.                          | «Yo No Soy Esa Mujer» | 3:44     |  |

| Enhanced CD |                                     |          |  |
| N.º         | Título                              | Duración |  |
| 1.          | «Yo No Soy Esa Mujer»               | 3:44     |  |
| 2.          | «Yo No Soy Esa Mujer» (Track Video) | 3:50     |  |

## Posicionamiento en listas
| País (Lista 2001)                           | Posición más alta |
| ------------------------------------------- | ----------------- |
| Estados Unidos (Billboard Hot Latin Songs)  | 7                 |
| Estados Unidos (Billboard Latin Pop Songs)  | 4                 |
| Estados Unidos (Billboard Tropical Airplay) | 16                |